# Consolidated Edison
Consolidated Edison, Inc., ofta förkortat Con Edison, är ett av de största privatägda energibolagen i USA. Bolaget tillhandahåller energirelaterade produkter och tjänster till sina kunder. Bland annat driver de ett av världens största fjärrvärmenät, vilket levererar ånga till kunder på Manhattan i New York.